# Finale aux barres parallèles des Jeux olympiques d'été
Cet article liste les médaillés à l'épreuve des barres parallèles en gymnastique artistique lors des Jeux olympiques d'été.

## Liste des médaillés
| Édition   | Lieu                                   | Or                                     | Argent                                 | Bronze                                 |
| --------- | -------------------------------------- | -------------------------------------- | -------------------------------------- | -------------------------------------- |
| 1896      | Athènes                                | Alfred Flatow (GER)                    | Louis Zutter (SUI)                     | aucun                                  |
| 1900      | Paris                                  | non inclus dans le programme olympique | non inclus dans le programme olympique | non inclus dans le programme olympique |
| 1904      | Saint-Louis                            | George Eyser (USA)                     | Anton Heida (USA)                      | John Duha (USA)                        |
| 1908–1920 | non inclus dans le programme olympique | non inclus dans le programme olympique | non inclus dans le programme olympique | non inclus dans le programme olympique |
| 1924      | Paris                                  | August Güttinger (SUI)                 | Robert Prazak (TCH)                    | Giorgio Zampori (ITA)                  |
| 1928      | Amsterdam                              | Ladislav Vacha (TCH)                   | Josip Primozic (YUG)                   | Hermann Hänggi (SUI)                   |
| 1932      | Los Angeles                            | Romeo Neri (ITA)                       | István Pelle (HUN)                     | Heikki Savolainen (FIN)                |
| 1936      | Berlin                                 | Konrad Frey (GER)                      | Michael Reusch (SUI)                   | Alfred Schwarzmann (GER)               |
| 1948      | Londres                                | Michael Reusch (SUI)                   | Veikko Huhtanen (FIN)                  | Christian Kipfer (SUI)                 |
| 1948      | Londres                                | Michael Reusch (SUI)                   | Veikko Huhtanen (FIN)                  | Josef Stalder (SUI)                    |
| 1952      | Helsinki                               | Hans Eugster (SUI)                     | Viktor Chukarin (URS)                  | Josef Stalder (SUI)                    |
| 1956      | Melbourne                              | Viktor Chukarin (URS)                  | Masami Kubota (JPN)                    | Takashi Ono (JPN)                      |
| 1956      | Melbourne                              | Viktor Chukarin (URS)                  | Masami Kubota (JPN)                    | Masao Takemoto (JPN)                   |
| 1960      | Rome                                   | Boris Shakhlin (URS)                   | Giovanni Carminucci (ITA)              | Takashi Ono (JPN)                      |
| 1964      | Tokyo                                  | Yukio Endo (JPN)                       | Shuji Tsurumi (JPN)                    | Franco Menichelli (ITA)                |
| 1968      | Mexico                                 | Akinori Nakayama (JPN)                 | Mikhail Voronin (URS)                  | Viktor Klimenko (URS)                  |
| 1972      | Munich                                 | Sawao Kato (JPN)                       | Shigeru Kasamatsu (JPN)                | Eizo Kenmotsu (JPN)                    |
| 1976      | Montréal                               | Sawao Kato (JPN)                       | Nikolai Andrianov (URS)                | Mitsuo Tsukahara (JPN)                 |
| 1980      | Moscou                                 | Alexander Tkachyov (URS)               | Alexander Dityatin (URS)               | Roland Brückner (GDR)                  |
| 1984      | Los Angeles                            | Bart Conner (USA)                      | Nobuyuki Kajitani (JPN)                | Mitch Gaylord (USA)                    |
| 1988      | Séoul                                  | Vladimir Artemov (URS)                 | Valeri Liukin (URS)                    | Sven Tippelt (GDR)                     |
| 1992      | Barcelone                              | Vitaly Scherbo (EUN)                   | Li Jing (CHN)                          | Igor Korobchinski (EUN)                |
| 1992      | Barcelone                              | Vitaly Scherbo (EUN)                   | Li Jing (CHN)                          | Guo Linyao (CHN)                       |
| 1992      | Barcelone                              | Vitaly Scherbo (EUN)                   | Li Jing (CHN)                          | Masayuki Matsunaga (JPN)               |
| 1996      | Atlanta                                | Rustam Sharipov (UKR)                  | Jair Lynch (USA)                       | Vitaly Scherbo (BLR)                   |
| 2000      | Sydney                                 | Li Xiaopeng (CHN)                      | Lee Joo-Hyung (KOR)                    | Alexei Nemov (RUS)                     |
| 2004      | Athènes                                | Valeri Goncharov (UKR)                 | Hiroyuki Tomita (JPN)                  | Li Xiaopeng (CHN)                      |
| 2008      | Pékin                                  | Li Xiaopeng (CHN)                      | Yoo Won-chul (KOR)                     | Anton Fokin (UZB)                      |
| 2012      | Londres                                | Feng Zhe (CHN)                         | Marcel Nguyen (GER)                    | Hamilton Sabot (FRA)                   |
| 2016      | Rio de Janeiro                         | Oleg Verniaiev (UKR)                   | Danell Leyva (USA)                     | David Belyavskiy (RUS)                 |
| 2020      | Tokyo                                  | Zou Jingyuan (CHN)                     | Lukas Dauser (GER)                     | Ferhat Arıcan (TUR)                    |
| 2024      | Paris                                  | Zou Jingyuan (CHN)                     | Illia Kovtun (UKR)                     | Shinnosuke Oka (JPN)                   |